# I Can't Help Myself (Sugar Pie Honey Bunch)
I Can't Help Myself (Sugar Pie Honey Bunch) är en låt komponerad av trion Holland-Dozier-Holland och lanserad av The Four Tops i april 1965. Det blev gruppens första singeletta i USA och det är en av skivbolaget Motowns mest kända låtar. Musiker på inspelningen är The Funk Brothers och Detroits symfoniorkester.
The Supremes spelade 1966 in låten till albumet The Supremes A' Go-Go. Soulsångaren Donnie Elbert hade framgång både i USA och Storbritannien med en cover av låten 1972. Dolly Parton spelade in låten till albumet The Great Pretender.
Den har spelats i filmerna Where the Buffalo Roam (1980), Heaven Help Us, Trassel i natten (båda 1985), Forrest Gump (1994), Rat Race (2001), Hajar som hajar (2004) och Wellkåmm to Verona (2006). 
Låten blev listad som #415 i magasinet Rolling Stones lista The 500 Greatest Songs of All Time.

## Listplaceringar
- Billboard Hot 100, USA: #1
- Billboard R&B Singles: #1
- UK Singles Chart. Storbritannien: #23 (1965) #10 (nyutgåva 1970)[1]
- Tio i topp, Sverige: Låten testades för listan men tog sig inte in och nådde placering #11[2]